# Project Orpheus
Project Orpheus is een Nederlandse dramaserie uit 2016 van AVROTROS. De serie wordt geproduceerd door NL Film, dat ook verantwoordelijk was voor de series Penoza en Bureau Raampoort. Het is een Nederlandse versie van de Israëlische serie Metim LeRega, geproduceerd door de Israëlische tak van Endemol.

## Verhaal
Daniëlle "Daan" Veldhoven is een van de studenten die de kans krijgt om een opleidingsprogramma te volgen bij gerenommeerd arts Lunshof. Met de andere vier studenten Nienke de Wit, Amira el Kadi, IJsbrand van Dedem en Ivan Zabolotski volgt ze het opleidingsprogramma. Het project experimenteert met het moment tussen leven en dood.

## Personages

### Hoofdrollen
- Lisa Smit als Daniëlle "Daan" Veldhoven
- Stefanie van Leersum als Nienke de Wit
- Jouman Fattal als Amira el Kadi
- Tobias Nierop als IJsbrand van Dedem
- Willem Voogd als Ivan Zabolotski
- Tarikh Janssen als Zeger
- Guy van Sande als Karl Lunshof
- Carine Crutzen als Mira Veldhoven
- Mike Weerts als Jasper Overbeeke
- Sanne Langelaar als Jasmijn Adema

### Bijrollen
- Loes Schnepper als Mieke
- Mandela Wee Wee als Pele Mugabe
- Ali Ben Horsting als Van Tonningen
- Mads Wittermans als Mike
- Hans Dagelet als Wolf
- Juul Leeuwensteijn als jongetje

## Afleveringen
| Afl. | Nr.  | Titel         | Regisseur                        | Scenario     | Datum         | Kijkcijfers |
| --- | ---- | ------------- | -------------------------------- | ------------ | ------------- | ----------- |
| 1 | 1.01 | Aflevering 1  | Dennis Bots                      | Marion Pauw  | 13 maart 2016 | 220.000     |
| Daniëlle Veldhoven, Nienke de Wit, Amira el Kadi, IJsbrand van Dedem en Ivan Zabolotski krijgen de kans om een opleidingsprogramma te volgen bij de briljante arts professor Lunshof. Nadat de vijf studenten de eerste dag moeten gaan starten, wordt Daniëlle door Lunshof op de verpleegafdeling geplaatst wegens haar verleden met drugs. Ze verschaft zich toegang tot een afgesloten computer om erachter te komen of ze is aangenomen omdat haar moeder directeur is, of dat ze dat op eigen kracht heeft gedaan. Op die computer vindt ze een filmpje dat toont hoe een vrouw in een experiment ter dood wordt gebracht en weer tot leven wordt gewekt.                                                                                     |      |               |                                  |              |               |             |
| 2 | 1.02 | Aflevering 2  | Dennis Bots                      | Anna Pauwels | 20 maart 2016 | 193.000     |
| Daniëlle ondergaat het experiment dat ze in het filmpje zag. Ze overleeft het maar net en houdt er de gave in de toekomst te kunnen kijken aan over. Zeger ziet dat zijn collega Pele door de crimineel Mike gechanteerd wordt voor hem medicijnen uit het gebouw te stelen en wil hem daaraan helpen. Amira brengt zichzelf in de problemen met haar grote mond en moet zich verantwoorden tegenover Mevrouw Veldhoven. Nienke raakt verliefd op Jasper Overbeeke en is jaloers op Daniëlle. |      |               |                                  |              |               |             |
| 3 | 1.03 | Aflevering 3  | Dennis Bots & Allard Westenbrink | Willem Bosch | 27 maart 2016 | 308.000     |
| IJsbrand ondergaat het experiment en ziet daarna angstaanjagende beelden van kinderen. Zeger moet om Mike zijn loyaliteit te tonen, Pele ombrengen. Zeger neemt Pele mee uit het zicht en er klinkt een pistoolschot. Nienke ontdekt dat ze na het experiment Jasper Overbeke kan bevelen, als in een hypnose. Dit gebruikt ze om hem te verleiden. |      |               |                                  |              |               |             |
| 4 | 1.04 | Aflevering 4  | Allard Westenbrink               | Anna Drijver | 3 april 2016  |             |
| Nadat Ivan het experiment ondergaat verandert zijn karakter sterk. Hij raakt overgevoelig en wordt agressief. Hij durft Nienke nu wél zijn liefde te tonen maar het gaat op een lompe, ongeremde manier. Ook Amira ondergaat het experiment en ontwikkelt daardoor de gave de gedachte van andere mensen te horen. Aanvankelijk kan ze er moeilijk mee omgaan. Zeger heeft Pele gespaard en houdt hem verborgen voor Mike, die niet mag weten dat hij nog leeft, maar moet hem daarom ook verborgen houden voor Pele's vrouw. Zeger roept de hulp van Daniëlle in omdat Pele gewond is terwijl ze Pele's vrouw heeft beloofd haar te helpen. Nienke merkt dat de gave die ze opliep bij het experiment raakt uitgewerkt en herhaalt het experiment. |      |               |                                  |              |               |             |
| 5 | 1.05 | Aflevering 5  |                                  |              | 10 april 2016 |             |
| IJsbrand zit met vragen over zijn verleden en vraagt Amira de gedachten van zijn moeder stiekem te lezen. Zo komt hij erachter dat ze zijn moeder niet is en hij geadopteerd is. Zijn visioenen verhevigen. Daniëlle moet om erger te voorkomen Pele's teen amputeren. Omdat hij een zeldzame bloedgroep heeft, vragen ze zijn dochter om bloed te geven. Mike ontdekt dit. Mike en zijn baas Van Tonningen dwingen Zeger het lijk van Pele op te graven. Na enig graafwerk toont Zeger een donkere arm in de grond. |      |               |                                  |              |               |             |
| 6 | 1.06 | Aflevering 6  |                                  |              | 17 april 2016 |             |
| Mike bedreigt Daniëlle met een pistool en wil dat ze Van Tonningen vertelt dat Pele leeft. Ivan komt binnen en na een schot breekt Ivan de nek van Mike. Ze verstoppen het lijk in het mortuarium. Zeger ruimt het lijk op. Nienke wil Van Lunshof vertellen over het experiment maar durft het niet. |      |               |                                  |              |               |             |
| 7 | 1.07 | Aflevering 7  |                                  |              | 24 april 2016 |             |
| |      |               |                                  |              |               |             |
| 8 | 1.08 | Aflevering 8  |                                  |              | 1 mei 2016    |             |
| |      |               |                                  |              |               |             |
| 9 | 1.09 | Aflevering 9  |                                  |              | 8 mei 2016    | 95.000      |
| |      |               |                                  |              |               |             |
| 10 | 1.10 | Aflevering 10 |                                  |              | 15 mei 2016   | 118.000     |
| |      |               |                                  |              |               |             |
| 11 | 1.11 | Aflevering 11 |                                  |              | 22 mei 2016   |             |
| |      |               |                                  |              |               |             |
| 12 | 1.12 | Aflevering 12 |                                  |              | 29 mei 2016   |             |
| |      |               |                                  |              |               |             |